# Lissodendoryx balanophilus
Lissodendoryx balanophilus är en svampdjursart som beskrevs av Annandale 1913. Lissodendoryx balanophilus ingår i släktet Lissodendoryx och familjen Coelosphaeridae. Inga underarter finns listade i Catalogue of Life.